# If You Wait
If You Wait es el álbum debut de la banda británica de indie pop London Grammar, publicado el 6 de septiembre de 2013 por Metal & Dust Recordings y Ministry of Sound. El álbum debutó en el número dos en la lista Official Albums Chart del Reino Unido con superiores a las 30.000 copias durante la primera semana. Se lanzaron siete sencillos: "Metal & Dust", "Wasting My Young Years", "Strong", "Nightcall", "Hey Now", "Sights" y "If You Wait". 

## Antecedentes
Tras firmar con Ministry of Sound y Big Life Management, la banda comenzó las primeras sesiones del álbum a principios de 2012 bajo la producción de Cam Blackwood, que más tarde ese año fue reemplazado por Tim Bran y Roy Kerr. Hannah Reid comentó sobre la colaboración: "Tim es increíble grabando, encontrando la mejor manera de grabar una guitarra o mi voz. Roy tenía la relación más fuerte con Dot (Major) y trabajaron juntos en la producción". El proceso creativo de los temas que componen el álbum, se inicia con una base de piano creada por ‘Dot' Major a la que Dan Rothman va añadiendo capas de guitarra para acabar soportando las melodías de Reid, quien firma la letra de todas las canciones aunque asegura que la inspiración le llega de las historias conjuntas de los tres miembros de la banda.

## Recepción
If You Wait recibió críticas generalmente positivas de los críticos musicales. En Metacritic, que asigna una calificación normalizada sobre 100 a las reseñas de publicaciones convencionales, el álbum recibió una puntuación promedio de 75, basada en 19 reseñas. Andy Gill de The Independent resumió la producción y la instrumentación del álbum como "todo bellamente esbozado para evocar las intimidades crepusculares de las canciones".
La habilidad vocal de Hanna Reid recibió una gran cantidad de elogios, cuya voz de contralto fue descrita como "definitiva y conmovedora" por la revista Clash y "emotiva" y "folk" por Drowned in Sound. Su voz ha sido comparada con la de artistas como Florence Welch de Florence and the Machine, Annie Lennox, y Julee Cruise. Benji Taylor de Pretty Much Amazing escribió una reseña favorable del álbum, calificándolo de "un álbum fascinante, impresionante y profundamente emotivo que combina a la perfección la electrónica discreta con voces y melodías sublimes". 
If You Wait entró en la lista de álbumes del Reino Unido en el número dos, vendiendo 33.130 copias en su primera semana. En junio de 2017, había vendido 642.301 copias en el Reino Unido. [24] En los Estados Unidos, el álbum debutó en el número 91 del Billboard 200. El 13 de enero de 2014, la banda hizo su debut en la televisión estadounidense interpretando los temas "Strong" y "Wasting My Young Years" en el Late Night Show de Jimmy Fallon, En 2014 obtuvieron un Premio Ivor Novello en la categoría de Mejor Canción en Música y Letra por el tema "Strong", así como dos premios AIM de música independiente. La firma de moda francesa Dior usó un remix del tema "Hey Now" en una campaña publicitaria protagonizada por la actriz Charlize Theron y dirigida por Jean-Baptiste Mondino.

## Lista de canciones
| N.º | Título                   | Duración |  |
| 1.  | «Hey Now»                | 3:27     |  |
| 2.  | «Stay Awake»             | 3:05     |  |
| 3.  | «Shyer»                  | 3:07     |  |
| 4.  | «Wasting My Young Years» | 3:24     |  |
| 5.  | «Sights»                 | 4:13     |  |
| 6.  | «Strong»                 | 4:35     |  |
| 7.  | «Nightcall»              | 4:30     |  |
| 8.  | «Metal & Dust»           | 3:28     |  |
| 9.  | «Interlude»              | 4:04     |  |
| 10. | «Flickers»               | 4:45     |  |
| 11. | «If You Wait»            | 4:44     |  |